# エイドリアン・ノース
エイドリアン・C・ノース（Adrian C. North）は、イギリス出身の社会心理学者、オーストラリアのカーティン大学の教授であり、おもに音楽嗜好と個人の性格や認知との関係を研究している。

## 経歴
ノースは、マンチェスター大学を卒業した後、1996年にレスター大学で心理学のPh.D.を取得し、同大学の教員となった。
2007年に、エディンバラのヘリオット・ワット大学に転じ、教授となり、音楽嗜好に関する研究や、若者の非行や消費者の行動に及ぼす音楽の影響などに関する研究に取り組み、背景音楽がワインの風味に及ぼす影響といった論文などを多数公表した。
この間、1997年にデイヴィド・ハーグリーヴズ (David Hargreaves) との共編著として発表した『人はなぜ音楽を聴くのか - 音楽の社会心理学 (The Social Psychology of Music)』は、2004年に日本語訳が出版されており、2008年には、同じくハーグリーヴズとの共編著『The Social and Applied Psychology of Music』が出版された。
2012年にオーストラリア、西オーストラリア州パースのカーティン大学へ、心理学者・言語病理学研究科 (School of Psychology and Speech Pathology) の研究科長として招聘されて移籍した。